# Konstsim vid världsmästerskapen i simsport 2023 – Damernas fria parprogram
Damernas fria parprogram vid världsmästerskapen i simsport 2023 avgjordes mellan den 18 och 20 juli 2023 i Marine Messe Fukuoka i Fukuoka i Japan.
Österrikiska Anna-Maria Alexandri och Eirini-Marina Alexandri tog guld, kinesiska Wang Liuyi och Wang Qianyi tog silver och japanska Moe Higa och Mashiro Yasunaga tog brons.

## Resultat
Kvalet startade den 18 juli klockan 09:00. Finalen startade den 20 juli klockan 19:30.
Grön bakgrund betyder att konstsimmarna gick vidare till finalen
| Placering | Namn                                         | Nationalitet   | Kval     | Kval      | Final            | Final            |
| Placering | Namn                                         | Nationalitet   | Poäng    | Placering | Poäng            | Placering        |
| --------- | -------------------------------------------- | -------------- | -------- | --------- | ---------------- | ---------------- |
| 1         | Anna-Maria Alexandri Eirini-Marina Alexandri | Österrike      | 251,4313 | 1         | 255,4583         | 1                |
| 2         | Wang Liuyi Wang Qianyi                       | Kina           | 184,7208 | 9         | 255,2480         | 2                |
| 3         | Mashiro Yasunaga Moe Higa                    | Japan          | 178,1583 | 11        | 249,5167         | 3                |
| 4         | Shelly Bobritsky Ariel Nassee                | Israel         | 225,1625 | 4         | 236,1334         | 4                |
| 5         | Isabelle Thorpe Kate Shortman                | Storbritannien | 184,6145 | 10        | 226,4834         | 5                |
| 6         | Vladyslava Aleksijiva Maryna Aleksijiva      | Ukraina        | 251,0981 | 2         | 224,6375         | 6                |
| 7         | Megumi Field Ruby Remati                     | USA            | 225,9459 | 3         | 209,5187         | 7                |
| 8         | Marloes Steenbeek Bregje de Brouwer          | Nederländerna  | 217,6916 | 6         | 206,0396         | 8                |
| 9         | Lucrezia Ruggiero Linda Cerruti              | Italien        | 213,6813 | 7         | 200,0751         | 9                |
| 10        | Sofia Malkogeorgou Evangelia Platanioti      | Grekland       | 173,0249 | 12        | 189,4291         | 10               |
| 11        | Iris Tió Alisa Ozhogina                      | Spanien        | 223,1792 | 5         | 175,7437         | 11               |
| 12        | Anastasia Bayandina Eve Planeix              | Frankrike      | 193,7375 | 8         | 170,0542         | 12               |
| 13        | Lee Ri-young Hur Yoon-seo                    | Sydkorea       | 169,6645 | 13        | Gick inte vidare | Gick inte vidare |
| 14        | Leila Marxer Noemi Büchel                    | Liechtenstein  | 168,4124 | 14        | Gick inte vidare | Gick inte vidare |
| 15        | Cheila Vieira Maria Gonçalves                | Portugal       | 167,1750 | 15        | Gick inte vidare | Gick inte vidare |
| 16        | Laura Miccuci Gabriela Regly                 | Brasilien      | 165,2500 | 16        | Gick inte vidare | Gick inte vidare |
| 17        | Ziyodakhon Toshkhujaeva Diana Onkes          | Uzbekistan     | 159,7541 | 17        | Gick inte vidare | Gick inte vidare |
| 18        | Susana Rovner Klara Bleyer                   | Tyskland       | 148,8394 | 18        | Gick inte vidare | Gick inte vidare |
| 19        | Estefania Roa Melisa Ceballos                | Colombia       | 145,4605 | 19        | Gick inte vidare | Gick inte vidare |
| 20        | Hana Hiekal Malak Toson                      | Egypten        | 144,0021 | 20        | Gick inte vidare | Gick inte vidare |
| 21        | Yasmin Tuyakova Arina Pushkina               | Kazakstan      | 141,8146 | 21        | Gick inte vidare | Gick inte vidare |
| 22        | Zoe Poulis Georgia Courage-Gardiner          | Australien     | 139,7875 | 22        | Gick inte vidare | Gick inte vidare |
| 23        | Mikayla Morales Kyra Hoevertsz               | Aruba          | 138,4396 | 23        | Gick inte vidare | Gick inte vidare |
| 24        | Angelika Bastianelli Blanka Barbócz          | Ungern         | 135,5583 | 24        | Gick inte vidare | Gick inte vidare |
| 25        | Supitchaya Songpan Pongpimporn Pongsuwan     | Thailand       | 134,4812 | 25        | Gick inte vidare | Gick inte vidare |
| 26        | Dalia Penkova Sasha Miteva                   | Bulgarien      | 132,2832 | 26        | Gick inte vidare | Gick inte vidare |
| 27        | Eden Worsley Eva Morris                      | Nya Zeeland    | 127,0959 | 27        | Gick inte vidare | Gick inte vidare |
| 28        | Jess Pretorius Laura Strugnell               | Sydafrika      | 121,1624 | 28        | Gick inte vidare | Gick inte vidare |
| 29        | Agustina Medina Lucía Pérez                  | Uruguay        | 120,6291 | 29        | Gick inte vidare | Gick inte vidare |
| 30        | Luisina Caussi Tiziana Bonucci               | Argentina      | 120,1125 | 30        | Gick inte vidare | Gick inte vidare |
| 31        | Nika Seljak Karin Pesrl                      | Slovenien      | 117,5188 | 31        | Gick inte vidare | Gick inte vidare |
| 32        | Karolína Klusková Aneta Mrázková             | Tjeckien       | 115,5354 | 32        | Gick inte vidare | Gick inte vidare |
| 33        | Dayaris Varona Gabriela Alpajón              | Kuba           | 112,3021 | 33        | Gick inte vidare | Gick inte vidare |
| 34        | Esmanur Yirmibeş Nil Talu                    | Turkiet        | 105,6480 | 34        | Gick inte vidare | Gick inte vidare |
| 35        | Maria Alfaro Anna Mitinian                   | Costa Rica     | 99,5604  | 35        | Gick inte vidare | Gick inte vidare |
| 36        | Chau Cheng Han Ao Weng I                     | Macao          | 94,0439  | 36        | Gick inte vidare | Gick inte vidare |
| 37        | Joana Jiménez Nuria Diosdado                 | Mexiko         | 0DNS0    | 0DNS0     | 0DNS0            | 0DNS0            |